# Гоган Ефрейм
Гоган Ефрейм (англ. Hogan Ephraim, нар. 31 березня 1988, Лондон) — англійський футболіст, півзахисник клубу «Торонто».

## Клубна кар'єра
Народився 31 березня 1988 року в Лондоні. Вихованець футбольної школи клубу «Вест Хем Юнайтед». Дорослу футбольну кар'єру розпочав 2004 року в основній команді того ж клубу, проте в чемпіонаті так і не зіграв жодного матчу, тому протягом 2006–2007 років на правах оренди захищав кольори «Колчестер Юнайтед» та «Квінз Парк Рейнджерс».
Своєю грою привернув увагу представників тренерського штабу клубу «Квінз Парк Рейнджерс», який викупив контракт футболіста 2 лютого 2008 року. Відіграв за лондонську команду наступні два сезони своєї ігрової кар'єри. Більшість часу, проведеного у складі «Квінз Парк Рейнджерс», був основним гравцем команди, проте з 2010 року втратив місце в команді та здебільшого став виступати в оренді за «Лідс Юнайтед», «Чарльтон Атлетик», «Бристоль Сіті» та «Торонто».

## Виступи за збірні
2003 року дебютував у складі юнацької збірної Англії, в складі якої взяв участь у Юнацькому чемпіонаті Європи (U-17) 2005 року. Всього зіграв у 26 іграх на юнацькому рівні, відзначившись 6 забитими голами.